# Conrad Friedrich Feuerlein
Conrad Friedrich Feuerlein (auch Konrad Friedrich; * 15. Juli 1694 in Nürnberg; † 22. August 1742 ebenda) war ein deutscher lutherischer Theologe.

## Abstammung
Conrad Friedrich Feuerlein entstammte dem alten fränkischen Bürgergeschlecht Feuerlein. Er war ein Sohn des Diakons Friedrich Feuerlein und ein Enkel des Nürnberger Antistes Konrad Feuerlein. Conrad Friedrich Feuerleins Mutter hieß Margarethe Catherine († 1698) und entstammte dem Haus des Nürnberger Gastwirts Johann Vorckels im Schießgraben.  

## Leben
Conrad Friedrich Feuerlein studierte nach der Schulausbildung in Nürnberg ab 1710 an der Universität Altdorf, wo er unter anderem 1712 und 1714 unter Anleitung von Johann David Köhler, 1713 unter Anleitung von Johann Heinrich Müller und 1715 unter Anleitung von Johann Wilhelm Baier disputierte. 1714 zum Magister promoviert, setzte er ab 1715 seine Studien an der Universität Jena fort, unter anderem bei Johann Franz Buddeus und Johann Andreas Danz. 1717/18 absolvierte er die übliche Gelehrtenreise, die ihn durch weite Teile Norddeutschlands und in die Niederlande führte. Sein vor allem in diesen Jahren gefülltes Stammbuch wird in der Biblioteka Jagiellonska in Krakau aufbewahrt. Nach der Rückkehr in seine Heimatstadt trat er in das Kandidatenseminar ein. 1720 wurde er Pfarrer in Regelsbach, 1722 Diakon an der Sebaldkirche in Nürnberg. 1726 wechselte er in das Pfarramt in der Vorstadt Wöhrd. In Anerkennung seiner Amtstreue wurde er 1732 Pfarrer an der Frauenkirche in Nürnberg. Zusätzlich lehrte er ab 1739 orientalische Sprachen am städtischen Gymnasium Aegidianum.
Neben seinen akademischen Disputationen veröffentlichte Feuerlein vor allem Leichenpredigten und andere Kasualreden. Zur christlichen Unterweisung diente ein umfangreiches Werk, in dem Leben, Passion und Auferstehung Jesu Christi nach den Evangelien in Kupferstichen dargestellt und ausführlich erklärt sind.

## Familie
Conrad Friedrich Feuerlein heiratete am 25. November 1720 Maria Susanna Hafner (1696–1726). Von fünf Kindern aus dieser ersten Ehe erreichten zwei Söhne das Erwachsenenalter, darunter der Nürnberger Ratskonsulent Johann Conrad Feuerlein (1725–1788). Aus einer zweiten Ehe ging eine im frühen Kleinkindalter verstorbene Tochter hervor.